# Ralph W. Chaney
Ralph Works Chaney (* 24. August 1890 in Chicago, Illinois; † 3. März 1971 in Berkeley, Kalifornien) war ein US-amerikanischer Paläobotaniker. Sein offizielles botanisches Autorenkürzel lautet „R.W.Chaney“.
Chaney studierte Zoologie, Botanik und schließlich Geologie (Bachelor 1912) an der University of Chicago. Danach war er Lehrer und ab 1914 Paläontologe für Wirbellose beim Missouri Geological Survey. Nach der Heirat 1917 wurde er Instructor für Geologie an der University of Iowa. Nach der Promotion in Geologie 1919 an der Universität Chicago wurde er Assistant Professor in Iowa Er kam 1920 als Forscher der Carnegie Institution in Washington an die University of California, Berkeley, wo er 1931 Professor und Vorstand der Abteilung Paläontologie wurde sowie als Kurator für Paläobotanik am Museum der Universität fungierte.  1957 emeritierte er. Im Zweiten Weltkrieg leitete er den Einberufungsausschuss für die Universität Berkeley (der über die Unabkömmlichkeit der Mitglieder der Universität bestimmte) und war 1944 Vizedirektor des Lawrence Berkeley Radiation Laboratory.
Er befasste sich insbesondere mit der Paläoökologie fossiler Pflanzen, speziell des Tertiärs in Nordamerika und der Pazifikregion.  Dabei führte er statistische Analysemethoden ein, zum Beispiel durch Beobachtung des Verhältnisses von Pflanzenansammlungen in rezenten Ablagerungen im Verhältnis zur umgebenden Flora. Schon in den 1920er und 1930er Jahren war er an Expeditionen in die Mongolei (als Teilnehmer der Expedition von Roy Chapman Andrews 1925) und nach China beteiligt, er besuchte aber auch häufig Japan, Taiwan und die Philippinen. Zuletzt war er 1948 in China und brachte von dort Samen von Metasequoia mit, die Verbreitung weltweit in botanischen Gärten fanden. Er war auch in Fragen der Arterhaltung aktiv, besonders für die Mammutbäume Kaliforniens (Präsident der Save the Redwood Liga), und beriet den National Park Service. Im Ruhestand legte er in seinem Garten einen Tertiär-Garten an mit chronologischer Anordnung.
Chaney war Mitglied der National Academy of Sciences (1947) und der American Philosophical Society (1943). Er war Ehrendoktor der University of Oregon (1944). 1970 erhielt er die Paleontological Society Medal.
Er war verheiratet und hatte drei Kinder.